# Ágios Panteleímonas
Ágios Panteleímonas är en ort i Grekland.   Den ligger i prefekturen Nomós Florínis och regionen Västra Makedonien, i den norra delen av landet, 300 km nordväst om huvudstaden Aten. Ágios Panteleímonas ligger 555 meter över havet och antalet invånare är 984.
Terrängen runt Ágios Panteleímonas är varierad. Runt Ágios Panteleímonas är det ganska glesbefolkat, med 32 invånare per kvadratkilometer. Närmaste större samhälle är Amýntaio, 6,9 km sydväst om Ágios Panteleímonas. Trakten runt Ágios Panteleímonas består till största delen av jordbruksmark.